# Сывороточный сыр

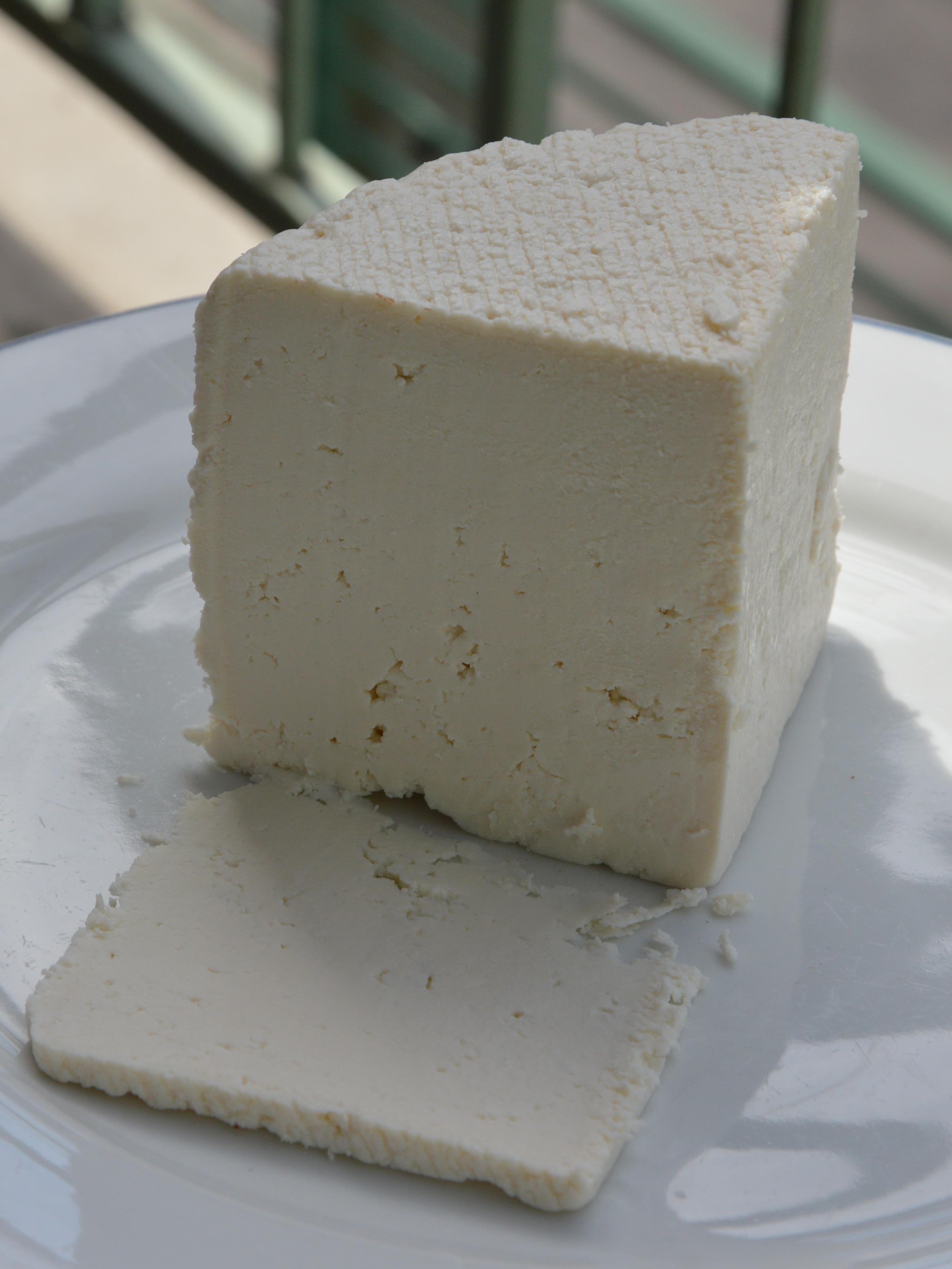
Вурда — сывороточный сыр

Сывороточный сыр — молочный продукт, произведённый из подсырной сыворотки, образовавшейся как побочный продукт сыроделия. После производства большинства сыров около 50 % питательных веществ остаётся в сыворотке, в том числе большая часть лактозы и лактальбумина. Производство сывороточного сыра позволяет эффективно использовать сыворотку, вместо того, чтобы отправить её в отходы.
Сывороточные сыры чаще всего мягкие, с нежным вкусом, имеют более низкую жирность. Их можно намазывать на хлеб, использовать в кулинарии. Некоторые разновидности сывороточных сыров способны к созреванию.

## Характеристика
Сыр и сывороточный сыр в Codex Alimentarius отнесены к разным категориям. В системе защиты географических указаний ЕС сывороточный сыр включён в класс 1.4 как прочий продукт животного происхождения, в то время как сыры образуют класс 1.3.
Из подсырной сыворотки получают два принципиально разных продукта, которые называются сыром:
Путём коагуляции в сыворотке альбумина под действием тепла получают альбуминный или сывороточно-альбуминный сыр. Белок лучше коагулирует при добавлении кислоты. Творожную массу отцеживают от излишней сыворотки и при необходимости формуют. Сыр, приготовленный этим способом, содержит относительно немного лактозы и имеет белый или желтоватый цвет. Такой сыр может созревать. К альбуминным сырам относятся рикотта, мицитра и другие.
При вываривании сыворотки до карамелизации молочного сахара образуется коричневая пластичная масса, которую остужают и формуют. Сыры, произведенные с помощью этого метода, отличаются сравнительно высоким содержанием лактозы, как правило, имеют желтовато-коричневый цвет и обладают сладким карамельным вкусом или вкусом топлёного молока. Таким образом производят норвежский брюнуст, мюзост и им подобные продукты. Поскольку они произведены не из коагулированного молочного белка, с технической точки зрения они не являются сыром.

## Производство
Приготовление сывороточных сыров может предусматривать добавление в сыворотку молока, сливок или других видов молочного сырья на разных стадиях переработки. Выход сывороточного сыра обычно ниже, чем выход обычного сыра, так как сыворотка содержит намного меньше полезных для производства веществ. Выход зависит от состава молочной сыворотки, добавления молока или сливок, технологии производства и влажности конечного продукта. Эффективные современные методы, такие как ультрафильтрация, позволяют извлечь из сыворотки от 10 до 20 % и более сухих веществ.
В зависимости от способа производства сывороточные сыры могут иметь консистенцию от мягкой до твёрдой. Свежие сыры мягкой разновидности содержат много влаги и быстро портятся. Твёрдые сыры после созревания намного менее влажные и могут храниться гораздо дольше.

## Разновидности
Сывороточный сыр производится повсюду. Самый распространённый и известный во всём мире — итальянская Рикотта. Во Франции изготавливают броччо и брус, которые реализуют свежими, сушат, коптят, а в процессе созревания они могут покрываться плесенью. В Греции из сыворотки, оставшейся от приготовления феты, изготавливают ксинотуро, маноури, мицитру и её зрелую разновидность ксиномицитру. Добавив к сыворотке коровье молоко, производят антотирос. Карпатскую вурду делают из сыворотки, оставшейся после приготовления будза — полуфабриката брынзы.
К сывороточным сырам относятся адыгейский сыр, турецкий лор пейнир, норвежский мюзост и шведский месост, швейцарский шабцигский твёрдый сыр, брюнуст. В России из сывороточной сырной массы производят плавленые сыры.

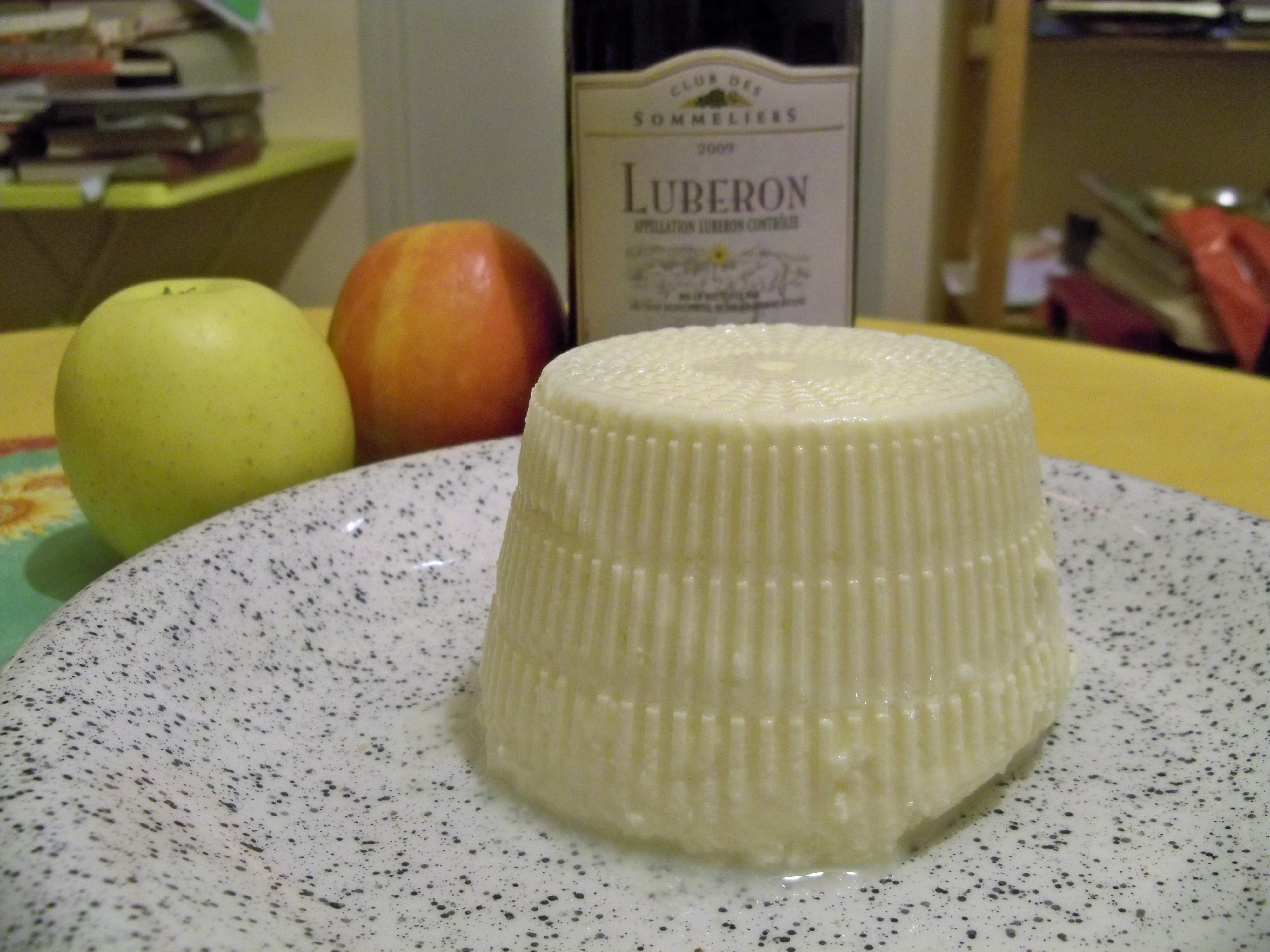
Французский брус
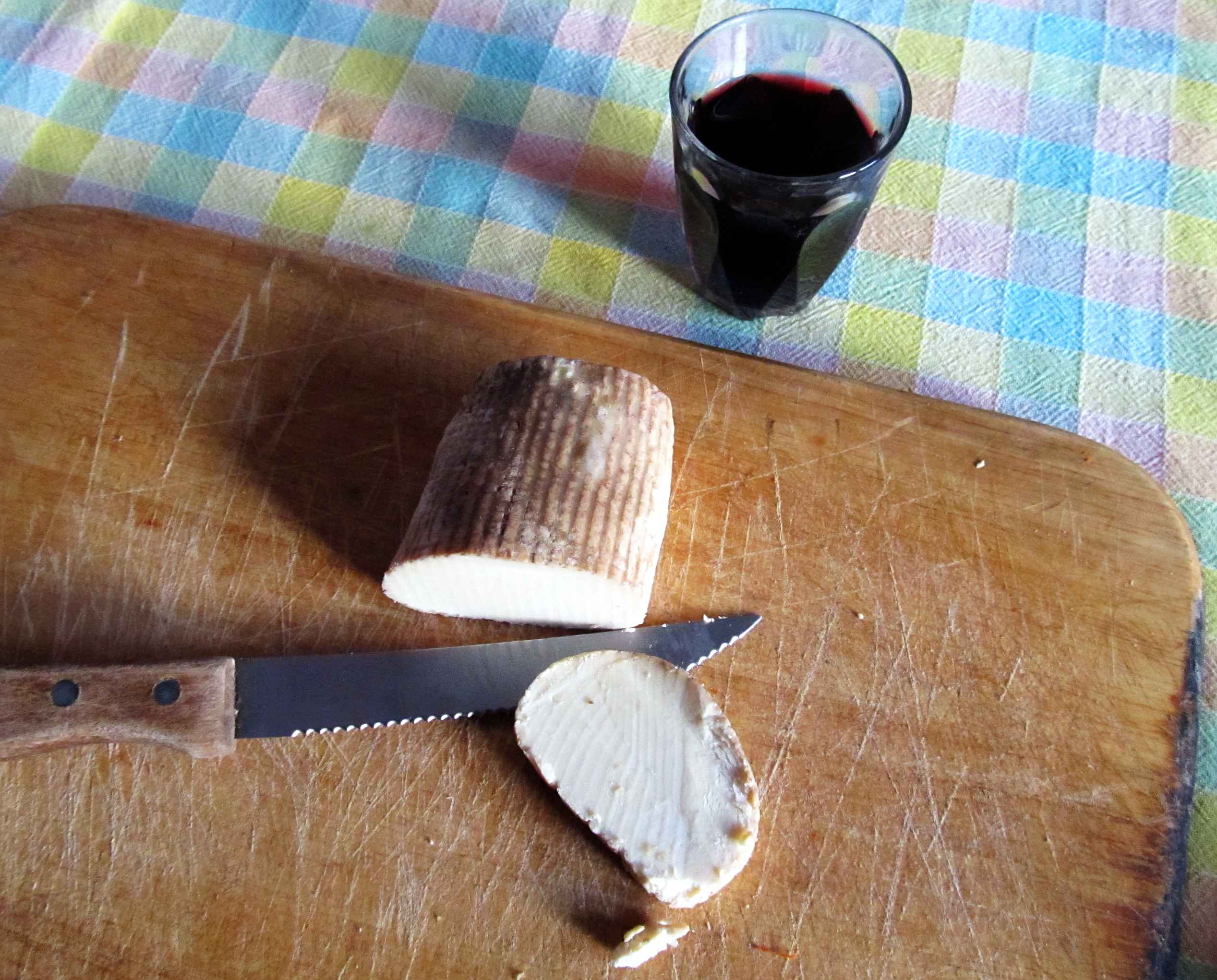
Копчёная итальянская рикотта
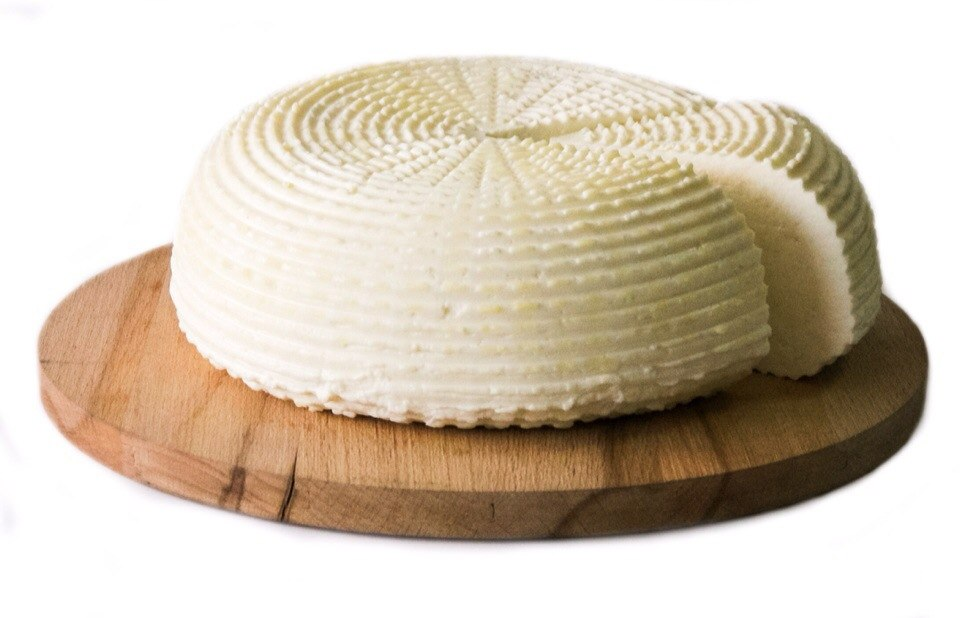
Адыгейский сыр
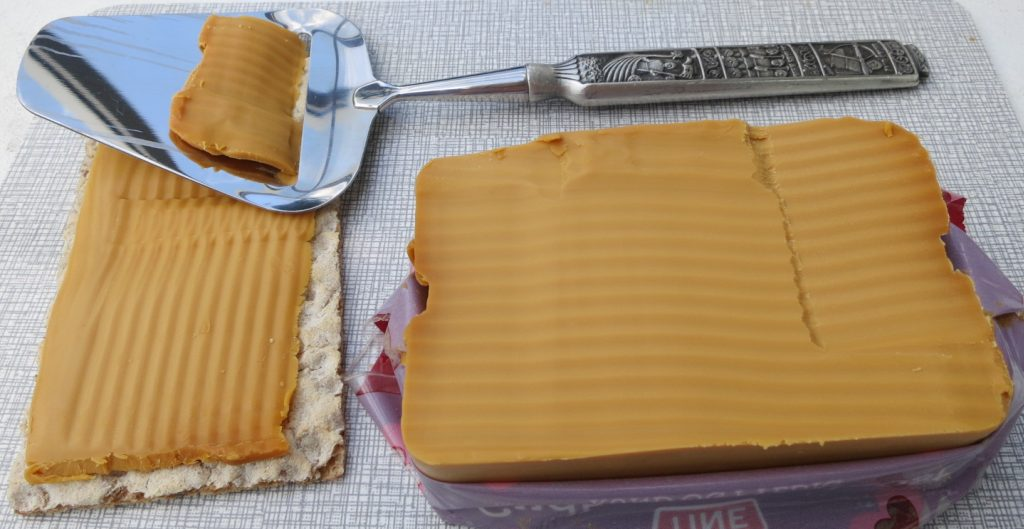
Норвежский брюнуст